# Barrage de Kpimé
 (juillet 2025).
Le barrage de Kpimé est une centrale hydroélectrique du Togo, mise en service en 1962. Situé dans la région des Plateaux, à proximité de la ville de Kpalimé, il constitue à la fois une source de production d'électricité et un important site touristique de la région.

## Histoire
Le barrage de Kpimé a été construit en 1962 dans le cadre d'un projet financé par la Yougoslavie. Cette construction s'inscrivait dans la politique de développement des infrastructures du Togo nouvellement indépendant.
L'objectif principal était d'alimenter la ville de Kpalimé en électricité et de fournir un complément énergétique à Lomé, la capitale du pays.

## Caractéristiques techniques
Le barrage comprend une centrale hydraulique d'une capacité installée de 1,6 MW,. Cette capacité représente environ 1 % de la demande nationale en électricité.
L'installation alimente principalement la ville de Kpalimé et certaines localités de la préfecture de Kloto, tout en fournissant un complément électrique à Lomé.

## Fonctionnement

### Problèmes techniques
Le barrage fonctionne en deçà de ses capacités à cause de la vétusté des installations et de l'envasement du bassin de rétention. La maintenance du matériel, initialement prévue trente ans après sa construction (soit en 1992), n'a pas été effectuée selon les prévisions.

### Projets de réhabilitation
La Compagnie énergie électrique du Togo (CEET) a lancé un processus de réhabilitation de la centrale dans le cadre d'un programme énergétique gouvernemental. Un appel d'offres national a été lancé pour la sélection d'une entreprise de construction.

## Tourisme
Le site du barrage constitue une attraction touristique, décrit comme une « merveille touristique comportant à la fois une centrale hydraulique et une cascade ».
Cependant, la cascade de Kpimé ne coule plus depuis la construction du barrage en 1962, les chutes d'eau étant parfois réduites à un filet par le barrage.